# 무카이 신이치
무카이 신이치(일본어: 向 慎一, 1985년 6월 15일 ~ )는 일본의 전 축구 선수이다.

## 구단 경력
과거 도치기 SC, 도쿄 베르디, AC 나가노 파르세이루, FC 마치다 젤비아에서 활동하였다.